# 中山勝正
中山 勝正（なかやま かつまさ、1937年〈昭和12年〉10月25日 - 1985年〈昭和60年〉1月27日）は、日本のヤクザ。暴力団・四代目山口組若頭、豪友会初代会長、元中井組若頭。高知県香美郡物部村（後の香美市）出身。

## 来歴

### 中井組若頭就任まで
昭和12年（1937年）10月25日、高知県香美郡物部村（後の香美市）で生まれる。　
その後、中井組・中井啓一組長から盃をもらって中井組の若衆となり、ヤクザの世界に入る。加えてこの頃、自らも「自動車愛好会」（後の豪友会の前身）を結成し、白タクを資金源にしながら活動を行っていた。
昭和32年（1957年）、中井啓一は高知市議会議員選挙に立候補、中井組若頭の大黒麗夫と高知市松淵町に本拠を置いていた寺田組・寺田貢組長を選挙参謀に据えて初当選を果たす。その4年後の昭和36年（1961年）1月に実施された市議会議員選挙では再選を目指したが、前回選挙参謀を務めた寺田貢が立候補したことなどもあり、結果的に中井も寺田も落選してしまった。この時は、前回に引き続いて中井の選挙参謀を務めた大黒麗夫が、落選の責任を取って中井組若頭を辞任する事態となったが、中山はこの後寺田組の賭場に殴り込んでいる。この時、豪友会組員1人が寺田組組員に射殺されている。
この年の8月、「自動車愛好会」を現在まで続く「豪友会」という名称に改称した。さらに10月には、中井啓一より中井組若頭に任命された。

### 山口組直参昇格以降
昭和47年（1972年）、三代目山口組・田岡一雄組長から盃をもらい、山口組直参に昇格する。
昭和52年（1977年）12月には、加茂田組・加茂田重政組長（後の一和会副会長兼理事長）、細田組・細田利明組長、正路組・正路正雄組長と共に若頭補佐に任命され、田岡三代目体制の幹部に名を連ねる。翌昭和53年（1978年）、愛媛県今治市に本拠を置く山口組の2次団体・二代目森川組（組長は矢嶋長次）の組員が、俠道会・森田幸吉会長のところで世話になっていた男（俠道会と盃の関係はなかった）から銃撃される事件が発生した際には、一時は自身が率いる豪友会など四国の山口組系組織の組員が今治市に集結し俠道会と睨み合う事態となったが、最終的には矢嶋と森田の間に入り、両者を和解させている。
また、山口組の幹部として重要な会合などの場にも列席している。昭和53年11月14日には、東京白山にあった山口組若頭・山本健一（山健組組長）のマンションを訪問し、尼崎市の真鍋組・真鍋展朗組長、角定一家・木村茂夫総長の2人と共に、細田利明と宅見組・宅見勝組長の2人が、田岡三代目からの「若頭代行を新設し、（肝臓疾患を抱える）山本健一を療養させたい」という伝言を伝えた場に同席している。山本健一はこの若頭代行新設案への返事を保留し、また同日大阪高等裁判所から保釈取り消し決定が出されたことにより、このマンションで大阪府警の捜査員に「住居制限違反」の容疑で拘束・収監されてしまった。このため、この時は若頭代行新設の話は見送られた。
昭和56年（1981年）5月、収監前に山口組を絶縁処分となっていた菅谷組・菅谷政雄組長が府中刑務所から出所した際には、菅谷はすぐに心臓病で神戸市の病院に入院したものの、竹中正久（竹中組組長。後の四代目山口組組長）、加茂田重政の両若頭補佐と共に菅谷組舎弟頭・浅野二郎や菅谷組系生島組・生島久治組長（サージの通称で知られる）と面会し、「菅谷を説得して引退させる」との意向を伝えられている。これがきっかけとなり同年6月12日、田岡組長は竹中・加茂田の両名と共に菅谷と会い、菅谷自身の口から堅気になった旨を聞いたことから詫びを受け入れ、加えて解散後の菅谷組を吸収することとなった。

### 田岡三代目の死去
昭和56年（1981年）7月23日、田岡三代目が急性心不全により死去（享年68）。若頭の山本健一は、収監中であったため、山口組の運営は山本健一の出所までは主要幹部による集団体制で行われることになり、この中に中山も若頭補佐として名を連ねた。中山の他には、山広組・山本広組長（後の一和会会長）、小田秀組・小田秀臣組長、中西組・中西一男組長（後の四代目山口組組長代行）、竹中正久、益田組・益田芳夫組長（後の益田佳於）、加茂田重政、溝橋組・溝橋正夫組長の幹部組長7人と、田岡三代目の未亡人である文子夫人が運営に携わった。

### 山口組四代目跡目問題へ
昭和57年（1982年）2月4日、若頭の山本健一が、病死した。組長と若頭のツートップを失った山口組では、これを切っ掛けに四代目跡目問題が浮上し、中山は竹中正久を四代目組長に推すグループに属した。
同年4月27日、山本健一の山口組組葬が田岡邸の隣で行われ、中山は葬儀執行副委員長を務めた。 
6月5日、筆頭若頭補佐・山本広が組長代行に就任した。
その後、文子夫人は竹中正久に若頭就任を要請したが、竹中はこれを断り、代わりに中山を若頭に推薦した。しかし、他の直系組長が中山の若頭就任に反対したため、この人事は見送られている。最終的に、文子夫人の説得を受けた竹中が若頭就任を再度承諾した。
6月15日午後1時、田岡邸で山口組臨時幹部会が開かれ、竹中の若頭就任が了承された。この幹部会には竹中のほか中山も出席しており、山本広、小田秀臣、中西一男、溝橋正夫の4幹部と共にこの人事を了承している。
その後は山本広組長代行・竹中若頭体制という組長不在状態での運営が続き、空席が続く組長の座を巡って山広派と竹中派の駆け引き・支持取り付けの動きが激しくなり、両派の対立は激化することとなった。結局、文子未亡人の強い意向もあり、竹中は昭和59年（1984年）6月5日に組長就任を受諾、同日午後3時から開かれた直系組長会で四代目組長就任の挨拶をした。
山本広を支持する直系組長は竹中の四代目就任に反対して山口組の山菱の代紋を組事務所から外し、山口組を脱退して「一和会」を結成した。

### 山口組若頭への就任から暗殺まで
山口組は同年6月21日、田岡邸大広間で竹中新組長が23人の舎弟、46人の若中と固めの盃を執り行うなど、組織固めを進めた。さらに同年6月23日、竹中は新しい幹部人事を発表、この人事で中山は山口組のナンバー2である若頭に就任した。
昭和59年（1984年）8月5日、和歌山県串本町の賭場で山口組系松山組の下部団体にあたる岸根組の岸根敏春組長が、一和会系坂井組串本支部の潮崎進・若頭補佐を刺殺する事件が発生、この事件を機に山一抗争が勃発した。同年8月23日には、竹中組長が「義絶状」を友誼団体に送り、実質的に一和会への絶縁を表明するなど、両組の対立は深刻なものとなる。

#### 暗殺
昭和60年（1985年）1月26日午後9時過ぎ、中山は愛人が住む大阪府吹田市のマンションに向かう竹中組長に同行していたが、同マンション1階エレベーター前において、待ち伏せをしていた二代目山広組若頭・後藤栄治に指揮された二代目山広組組員・田辺豊記、同組組員・長尾直美、同組組員・立花和夫の3人に銃撃された。
中山は複数の銃弾を受けており、病院へ運ばれて治療を受けたが、その甲斐無くおよそ4時間後に死亡した。また、竹中組長も大阪警察病院に搬送され治療を受けたが、治療の甲斐無く翌日に死亡した。

## 関連書籍
- 正延哲士『土佐遊侠外伝 鯨道』洋泉社、1997年、ISBN 4896912675
- 原作：正延哲士、脚本：天龍寺弦、画：池田鷹一『実録 遊侠ヤクザ伝 鯨道 中山勝正』2006年、竹書房バンブーコミックス、ISBN 4-8124-6342-4

## 関連映像作品
- 『激動の1750日』（1990年、東映）…本作に登場する関矢義光は、中山がモデルである。関矢義光役は本郷直樹。
- 『実録・鯨道 土佐遊侠外伝』（2002年、GPミュージアムソフト）全2作…中山勝正役は大沢樹生。
  - 『実録・鯨道・1 土佐遊侠外伝 青春編』（2002年3月）
  - 『実録・鯨道・2 土佐遊侠外伝 完結編』（2002年）
- 『悲しきヒットマン』 - 山一抗争を題材にした映画